# فرانک پرس
فرانک پرس (انگلیسی: Frank Press؛ زادهٔ ۴ دسامبر ۱۹۲۴ – درگذشته ۲۹ ژانویه ۲۰۲۰) یک دانشمند در زمینه ژئوفیزیک اهل ایالات متحده آمریکا بود.
وی همچنین برنده جوایزی همچون نشان زرین لومونسف شده است.